# 薮崎真哉
薮崎 真哉（やぶさき しんや、1978年6月1日 - ）は、日本の経営者で、元サッカー選手。

## 来歴・人物
千葉県千葉市生まれ。習志野市立習志野高等学校2年生時に1995年の全国高等学校総合体育大会サッカー競技大会で優勝を経験した。高校の2年後輩に玉田圭司がいる。
1997年に高校卒業後、Jリーグの柏レイソルに入団。同期入団は船橋市立船橋高等学校の北嶋秀朗。ミッドフィールダーとして6年間在籍するもリーグ戦出場1試合、カップ戦出場1試合にとどまり、6シーズン目に戦力外通告を受け退団。
退団後、銀座ダイニングレストランに就職したが、店長の給料が想像よりも安いことで退社、飲食関連の出店コンサルティング会社に営業職として入社した。「2年以内に独立する」とノートに目標を書き、5か月目にはトップの成績を得た。
8ヶ月目には起業して独立。2008年10月にWEBリスクコンサルティング事業やWEBマーケティング事業を手掛ける株式会社ジールコミュニケーションズを設立し、その後グループ会社として2013年に体育会系学生の採用を支援する株式会社ジールアスリートエージェンシーを設立。ともに代表取締役に就任。2014年に2社の中核となる株式会社ジールホールディングスを設立。2016年5月、柏レイソルのユニフォームスポンサー契約を締結、現在に至る。
サッカー選手時代から「仕事が楽しいと人生が楽しい」をモットーとしている。

## 個人成績
| 国内大会個人成績 | 国内大会個人成績 | 国内大会個人成績 | 国内大会個人成績 | 国内大会個人成績 | 国内大会個人成績 | 国内大会個人成績 | 国内大会個人成績 | 国内大会個人成績 | 国内大会個人成績 | 国内大会個人成績 | 国内大会個人成績 |
| 年度             | クラブ           | 背番号           | リーグ           | リーグ戦         | リーグ戦         | リーグ杯         | リーグ杯         | オープン杯       | オープン杯       | 期間通算         | 期間通算         |
| 年度             | クラブ           | 背番号           | リーグ           | 出場             | 得点             | 出場             | 得点             | 出場             | 得点             | 出場             | 得点             |
| 日本             | 日本             | 日本             | 日本             | リーグ戦         | リーグ戦         | リーグ杯         | リーグ杯         | 天皇杯           | 天皇杯           | 期間通算         | 期間通算         |
| ---------------- | ---------------- | ---------------- | ---------------- | ---------------- | ---------------- | ---------------- | ---------------- | ---------------- | ---------------- | ---------------- | ---------------- |
| 1997             | 柏               | 28               | J                | 0                | 0                | 0                | 0                | 0                | 0                | 0                | 0                |
| 1998             | 柏               | 33               | J                | 0                | 0                | 0                | 0                | 0                | 0                | 0                | 0                |
| 1999             | 柏               | 25               | J1               | 0                | 0                | 0                | 0                | 0                | 0                | 0                | 0                |
| 2000             | 柏               | 25               | J1               | 1                | 0                | 0                | 0                | 0                | 0                | 1                | 0                |
| 2001             | 柏               | 25               | J1               | 0                | 0                | 0                | 0                | 0                | 0                | 0                | 0                |
| 2002             | 柏               | 25               | J1               | 0                | 0                | 0                | 0                | 0                | 0                | 0                | 0                |
| 通算             | 日本             | 日本             | J1               | 1                | 0                | 0                | 0                | 0                | 0                | 1                | 0                |
| 総通算           | 総通算           | 総通算           | 総通算           | 1                | 0                | 0                | 0                | 0                | 0                | 1                | 0                |

## 著書
- 『ネット風評被害』ディスカヴァー・トゥエンティワン、2015年1月30日